# 吉安鄉

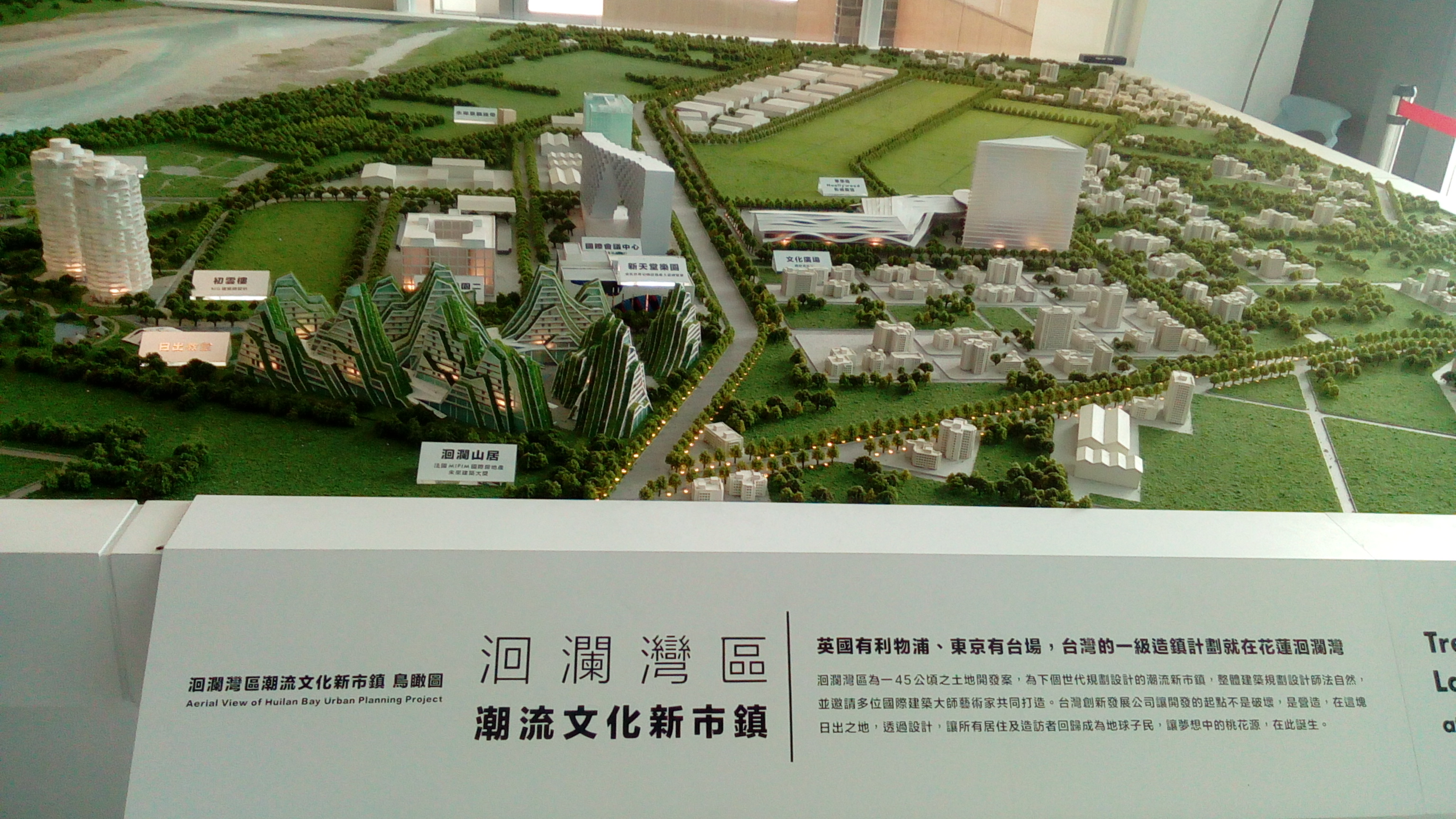
台開洄瀾灣區遠景示意圖

吉安鄉（臺灣客家語四縣腔：gidˋ onˊ hiongˊ，海陸腔：gid onˋ hiongˋ），舊稱「七腳川」，位於臺灣花蓮縣北部，鄰近花蓮市，為花蓮市的衛星城市。北接花蓮市，西以中央山脈與秀林鄉相鄰，東臨太平洋，南連壽豐鄉。鄉內人口約有8.3萬人，是花蓮縣僅次於花蓮市的人口第二大城市，亦為臺灣人口第二多的鄉。族群結構上有閩南人、客家人、外省人、臺灣原住民族等族群，其中原住民以阿美族為主，太魯閣族居次，地方通行語為阿美語、臺灣客家語與臺灣閩南語。
由於鄰近花蓮市區，居民生活機能皆與花蓮市關係較為密切，且因全境地形主要為沖積平原，腹地較廣，因此成為花蓮市的工商業腹地。2010年代後隨著蘇花改工程的推動與完成，成為花蓮縣政府與台開集團的重要發展與投資區域，故有較多大型建設、城市指標性連鎖業與購物商場的座落。境內的慶修院、勝安宮、新天堂樂園，皆為主要的觀光景點。

## 歷史
吉安鄉所在的花東縱谷平原北端，在立霧溪以南，木瓜溪以北的奇萊平原，撒奇萊雅族原為世居在此勢力最強的族群（「奇萊」一詞即為「撒奇萊雅」台語簡稱），1630年代西班牙記載為Saquiraya、荷蘭人記載為Sakiraya。荷蘭在擊敗西班牙之後，1645年為前往東部尋找傳說中的黃金，結合卑南族沿花東縱谷北上，與世居在此的撒奇萊雅、阿美五社族人發生戰爭。1661年，趁著鄭成功逐出荷蘭人，族人趁機襲擊徹底消滅派駐這裡的荷蘭尋金代表。
清治後，由於漢人不斷侵墾蘭陽平原，自1840年代前後自加禮宛港附近（今宜蘭冬山河接蘭陽溪出口處）陸續有加禮宛人（Kaliawan，為當地撒奇萊雅、南勢阿美族人對噶瑪蘭族人的統稱）移居到後山的加禮宛（今新城鄉嘉里村，在吉安鄉北側），與南邊的撒奇萊雅毗鄰，兩族合作共同抵禦翻越中央山脈從立霧溪流域東下進擊的太魯閣族。1870年代牡丹社事件後清廷改行開山撫番政策，在後山設立分官職，佈署軍隊，同時招募漢人進入後山開墾，侵犯原住民的生活領域，導致不斷受到平原北側立霧溪流域太魯閣族的抵抗。清軍「以番制番」招攬撒奇萊雅、加禮宛族人並攏絡其頭目聯盟以抵禦。隨後清廷又更往南擴大開山撫番的範圍，派遣更多軍隊入侵聯盟族人的生活領域奇萊平原，因漢人長期欺凌族人，清軍營勇侵犯當地婦女，前來抗議的族人又遭清軍屠殺而爆發加禮宛戰役。清軍戰役初期死傷慘重，隨後「以番制番」招攬南勢阿美族七腳川社協助，太魯閣族也趁機加入攻擊加禮宛社，遭四面圍攻的撒奇萊雅及噶瑪蘭族人幾乎滅絕，清軍命附近的南勢阿美族人前來觀看頭目被綁在茄苳樹上，從早上用刀片慢慢割到下午太陽下山遭凌遲處死，夫人被夾在圓木中在地上遭士兵活活踩死，倖存的族人往深山逃竄、藏身在阿美族之中。:346-350協助清軍的南勢阿美族七腳川社取代撒奇萊雅族成為奇萊平原最大勢力，七腳川阿美語稱為，指「薪柴（Cikasoyay）很多的地方」，歷史上台語音譯為「七腳川」，又有譯為「直腳宣」、「竹腳宣」，現多漢譯為「知卡宣」，為南勢阿美族五大族群中七腳川社、里漏社、荳蘭社、薄薄社的領域。
日治時期，七腳川事件後，七腳川社被毀，1910年日本台灣總督府鼓勵日本人移民花東地區，因此利用七腳川社原野建立了「吉野村」，分為三個聚落宮前（吉安、太昌、慶豐、北安），清水（福興、稻香），草分（永興）。1920年分屬吉野區（吉野村）與平野區（里漏、荳蘭、薄薄），1937年東部地方改制，吉野區合併上述三個大字設置「吉野庄」（吉野、南埔、田浦、舟津），劃歸花蓮港廳花蓮郡管轄。
戰後初期沿用其名，設置花蓮縣吉野鄉，但因覺得「吉野」兩字日本味太重，遂於1948年易名為「吉安鄉」至今。

## 地理

### 概論
吉安鄉山地面積佔15%，其餘85%為吉安溪及木瓜溪的沖積平原，地勢開闊而平坦，氣候屬副熱帶季風氣候。

### 人口
根據花蓮縣政府民政處及內政部戶政司統計，2024年底吉安鄉戶數約3.4萬戶，人口約8.3萬人，為臺灣人口第二多的鄉。鄉內人口最多與最少的村分別是北昌村與干城村，2024年底兩村人口分別為8,808人與1,398人，其中北昌村也是花蓮縣人口最多的村里，其他鄉內人口較多的里包括慶豐村、仁里村、東昌村、吉安村、勝安村。
吉安的人口分布又大致可分為鄉公所周遭的舊市區及鄰近花蓮市的新市區，即東昌、北昌、南昌、宜昌、太昌、慶豐、仁里、永安及勝安等九村，這九村人口有5萬4千人左右，足足佔了全鄉的六成之多，因花蓮市居住房價較高及市區人口已達飽和，「郊區化」的範圍自然而然向外延伸至此。鄉內西、南部之沖積平原則以農田為主，人口分布較為稀疏。

## 政治

### 歷任首長
| 屆次     | 姓名   | 任期 | 備註 |
| -------- | ------ | --- | --- |
| 官派     | 林慕德 | 1945年4月1日～1946年11月 | 1945(民國34)年11月吉野庄庄長，1946(民國35)1月改派任為吉野鄉鄉長。                                                                       |
| 代表選出 | 黃水旺 | 1946年11月9日，辦理第一屆鄉長、副鄉長選舉，黃水旺獲得鄉民代表十二票當選鄉長，後縣政府以黃水旺未具甲種公職候選人資歷，宣告當選無效。 | 1946年11月9日，辦理第一屆鄉長、副鄉長選舉，黃水旺獲得鄉民代表十二票當選鄉長，後縣政府以黃水旺未具甲種公職候選人資歷，宣告當選無效。 |
| 縣派     | 林慕德 | 1946年11月～1948年6月5日 | 因縣政府宣告黃水旺宣告當選無效，鄉長職位懸缺，因此派林慕德為鄉長。                                                                  |
| 代表選出 | 謝琳淼 | 1948年6月5日～1951年4月 | |
| 1        | 謝琳淼 | 1951年4月1日～1953年1月 | |
| 2        | 劉阿乾 | 1953年4月16日～1956年4月16日 | |
| 3        | 謝琳淼 | 1956年4月16日～1957年6月 | 任內病逝 |
| 3        | 翁伯璋 | 1957年6月～1957年8月 | 代理鄉長 |
| 3        | 廖木桂 | 1957年8月～1960年1月15日 | 補選上任 |
| 4        | 廖木桂 | 1960年4月1日～1964年3月31日。 | |
| 5        | 陳正和 | 1964年4月1日～1968年3月31日。 | |
| 6        | 陳正和 | 1968年4月1日～1973年3月31日 | |
| 7        | 吳金安 | 1973年4月1日～1977年3月31日 | |
| 8        | 吳金安 | 1977年4月1日～1982年3月 | |
| 9        | 邱日祥 | 1982年3月1日～1986年3月 | |
| 10       | 徐永滿 | 1986年3月1日～1990年3月 | |
| 11       | 徐永滿 | 1990年3月1日～1994年3月 | |
| 12       | 徐松海 | 1994年3月10日～1998年3月1日 | |
| 13       | 徐松海 | 1998年3月1日～2002年2月 | |
| 14       | 田智宣 | 2002年3月1日～2006年2月 | |
| 15       | 田智宣 | 2006年3月1日～2010年2月 | 後任花蓮市市長，在花蓮市長第二任期時因病逝世                                                                                        |
| 16       | 黃馨   | 2010年3月～2014年12月25日 | |
| 17       | 黃馨   | 2014年12月25日～2018年12月25日 | 後任花蓮縣縣議員 |
| 18       | 游淑貞 | 2018年12月25日～2022年12月25日 | |
| 19       | 游淑貞 | 現任 | |

### 鄉政組織
吉安鄉公所是吉安鄉最高層級的地方行政機關，在中華民國政府架構中為鄉自治的行政機關，同時負責執行縣政府及中央機關委辦事項，吉安鄉的自治監督機關為花蓮縣政府。鄉長由全體鄉民直接選舉產生，任期為四年，可連選連任一次。吉安鄉公所並置鄉政會議，為鄉政最高決策機構，在鄉長之下，設有5課4室等9個內部單位及7個附屬機關。
吉安鄉民代表會是吉安鄉的最高民意機關，代表吉安鄉全體鄉民立法和監察鄉政。鄉民代表由公民直選選出，任期為四年，可連選連任。吉安鄉民代表會共有14位鄉民代表，分別為第一選區5席鄉民代表、第二選區3席鄉民代表、第三選區4席鄉民代表、第四選區2席平地原住民鄉民代表，主席、副主席由14位鄉民代表互選產生。

### 行政區

吉安鄉行政區劃

| 村名   | 面積 (km2) | 戶數   | 人口 (2019年3月) | 人口密度 人/km2 |
| ------ | ---------- | ------ | ---------------- | --------------- |
| 吉安村 | 4.121      | 2,434  | 6,026            | 1,462.2         |
| 干城村 | 5.7        | 677    | 1,435            | 251.8           |
| 仁安村 | 3.281      | 1030   | 2,635            | 803.1           |
| 仁里村 | 2.4        | 2,723  | 6,895            | 2,872.9         |
| 仁和村 | 2.8        | 1,934  | 4,995            | 1,783.9         |
| 太昌村 | 4.98       | 1,631  | 4,286            | 860.6           |
| 北昌村 | 2.5        | 3,385  | 8,841            | 3,536.4         |
| 永安村 | 2.41       | 1,870  | 4,687            | 1,944.8         |
| 永興村 | 2.104      | 1,238  | 3,261            | 1,549.9         |
| 光華村 | 6.351      | 892    | 2,180            | 343.2           |
| 宜昌村 | 1.8        | 1,765  | 4,677            | 2,598.3         |
| 東昌村 | 3.7        | 2,428  | 6,174            | 1,668.6         |
| 南昌村 | 1.811      | 1,811  | 4,901            | 2,706.2         |
| 南華村 | 5.424      | 650    | 1,757            | 323.9           |
| 勝安村 | 2.568      | 2,259  | 5,787            | 2,253.5         |
| 福興村 | 6.2        | 1,242  | 3,349            | 540.2           |
| 慶豐村 | 2.3        | 2,963  | 7,739            | 3,364.8         |
| 稻香村 | 4.808      | 1,338  | 3,709            | 771.4           |
| 吉安鄉 | 65.2582    | 32,288 | 83,365           | 1,277.5         |

### 警政治安
分局與派出所
- 花蓮縣警察局吉安分局
  - 南華派出所
  - 稻香派出所
  - 水源派出所
  - 太昌派出所
  - 北昌派出所
  - 吉安派出所
  - 光華派出所
  - 仁里派出所

監獄
- 花蓮監獄

## 產業

### 農業
吉安鄉位於木瓜溪與吉安溪的沖積扇之上，平原面積遼闊，可耕地足足有5千餘公頃之多，為花蓮縣的主要農作物生產地，生產稻米、甘藷、南瓜、玉米、甜椒、韭菜、芋頭、龍鬚菜、芥菜及少數水果等，其中芋頭方面為全台五大產區之一，而龍鬚菜為第一大產區，栽培面積占全台灣43%。
| 農作物 | 收穫面積 (公頃) | 產量(公噸) | 全縣總產量(公噸) | 佔全縣比重(%) |
| ------ | --------------- | ---------- | ---------------- | ------------- |
| 稻米   | 587.63          | 2,163.74   | 76,892           | 2.8%          |
| 甘藷   | 27.96           | 394.236    | 2,962.5          | 13.3%         |
| 玉米   | 140.32          | 715.632    | 2,350            | 30.45%        |
| 南瓜   | 40.8            | 612        | 6,636.04         | 9.22%         |
| 柑橘   | 16              | 187.74     | 18,918.72        | 1%            |

### 工業
- 光華工業區
- 中華紙漿花蓮廠

### 商業
- 花蓮新天堂樂園購物中心（二期興建中）
- 威秀影城-花蓮新天堂樂園購物商場
- 星巴克貨櫃屋特色門市
- 7-Eleven-18家
- 全家便利商店-8家
- 肯德基
- 麥當勞
- 燦坤
- 全國電子
- 必勝客
- 八方雲集
- 屈臣氏
- 康是美
- 寶雅生活館-3家(吉安店、建國店、新天堂店)
- 全聯福利中心 5家(分別是吉安店，自強店，建國店，慶豐店、南濱店)
- 吉安黃昏市場（位於：中華路二段與中山路三段的交叉路口的北側）吉安黃昏市場

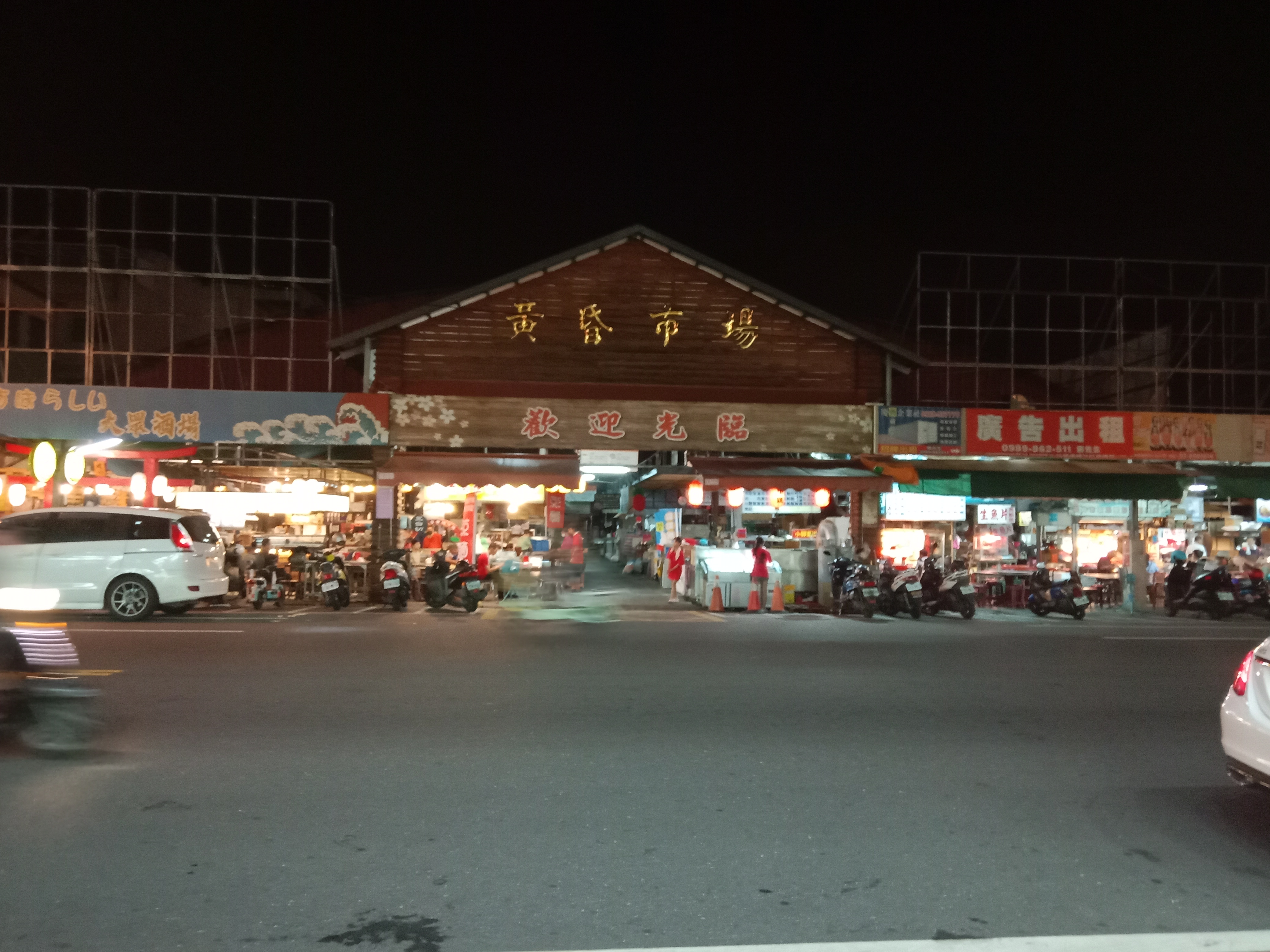
吉安黃昏市場

- 199生活百貨（含昇莊生活百貨、旺莊生活百貨、縣聯生活百貨、新聯社生活百貨）
- 吉安鄉農會超市
- 統冠超市
- 梅珍香食品百貨
- 鮮友火鍋
- 悟饕池上飯包
- 羅伯咖啡
- 三媽臭臭鍋

### 金融機構
- 陽信銀行-花蓮分行
- 花蓮一信-慶豐簡易型分社
- 花蓮二信-田蒲分社、建國分社
- 農會-吉安鄉農會信用部、吉安鄉農會信用部宜昌分部、吉安鄉農會信用部北昌分部
- 郵局-吉安郵局、吉安太昌郵局、吉安宜昌郵局、吉安仁里郵局

## 人文
吉安鄉的族群組成包含阿美族、太魯閣族、閩南人、客家人、外省人等等，各族群和睦相處，但仍保有自己的習俗，不致遭漢人主流文化同化，使當地文化變得更加多元、豐富。清康熙35年(西元1696年)刊行的《臺灣府志》，紀載了直腳宣社群，成為吉安境內最早見諸史書的住民。

### 原住民
吉安鄉為花蓮縣人數最多的平地原住民鄉鎮，原住民總人口數共計15,273人，約占全縣原住民人口的12.73%（107年7月統計資料）。其中以阿美族人數居多約12,219人，其餘族群則以日據時期自秀林鄉斯達岸、清水部落被迫遷移定居之太魯閣族約1,922人（太魯閣族人口數僅次於秀林鄉）。此外，近年亦有布農族等其他族群共約1,132人遷入定居。

#### 阿美族
包含里漏部落、達拉贊部落、仁安部落、仁和部落、阿都南部落、歌柳灣部落、小台東部落、大鼓部落、南華部落、干城部落、七腳川部落、永安部落、撒樂部落、勝安部落、慶豐部落、宜昌部落、那荳蘭部落、薄薄部落、吉野汎扎萊部落等19個部落。

#### 太魯閣族
包含慶豐部落、福興部落、南華部落、博愛新村部落等4個部落。

### 漢族

#### 閩南人
在16世紀，就有閩南人渡海進入吉安地區開墾，謀求生計。同治13年(1874年)，沈葆楨奏議朝廷開闢東部、解除後山禁令之後，從大陸東南沿海招募的移民，以及日治時期，從台灣西部、北部遷移過來的勞工、佃農相繼來到東部，使閩南人成為人數最多的族群，閩南語也成為華語之外最通行的語言。

#### 客家人
嘉慶13年(1812年)，在李亨、莊找的率領下，閩、客移民開始陸陸續續從噶瑪蘭進入奇萊平原。這是文獻上，漢人最早入墾花蓮的紀錄，也開啟了客家人在吉安的開拓史。
日治時期，日本人執行移民村政策時，招募了很多客家勞工與農民到東部移墾。大多來自於桃竹苗地區，受雇於日本人種植菸草。至民國69年，北迴鐵路正式開通，也連帶帶動吉安的發展，吸引不少客籍新移民進駐。現在，吉安鄉已成為花蓮縣客籍人口最多的鄉鎮。

#### 外省人
1949年，國民黨因國共內戰失利，從中國大陸來的外省居民及官兵陸續湧進花蓮地區定居，他們大多隸屬警備總司令部開發大隊。由於花蓮市區開發已達飽和，只好退而求其次，輾轉至光華村、南華村等木瓜溪北岸一帶定居。其中南華村的「五十甲」地區，軍方當年以興建基地為由向居民徵收土地，事後卻任由外省族群遷出時買賣土地，地方民眾頗有怨言。

## 教育

### 特殊教育
- 國立花蓮特殊教育學校

### 高級中等學校
- 花蓮縣私立上騰高級中學

### 國民中學
- 花蓮縣立吉安國民中學
- 花蓮縣立化仁國民中學
- 花蓮縣立宜昌國民中學

### 國民小學
- 花蓮縣吉安鄉吉安國民小學
- 花蓮縣吉安鄉化仁國民小學
- 花蓮縣吉安鄉太昌國民小學
- 花蓮縣吉安鄉北昌國民小學
- 花蓮縣吉安鄉光華國民小學
- 花蓮縣吉安鄉南華國民小學
- 花蓮縣吉安鄉宜昌國民小學
- 花蓮縣吉安鄉稻香國民小學

## 交通
吉安鄉位於臺灣花蓮縣花東縱谷平原東北側，北臨花蓮市，東濱太平洋，西鄰秀林鄉，南接壽豐鄉，因鄰近花蓮市交通較為便利，台鐵台東線和花蓮客運、台9線、台11線皆有經過。台鐵在此設有吉安火車站；公路的客運汽車自花蓮火車站起可分為台9線、台9丙、台11線、花蓮縱谷線共8處有公車站，民眾可搭乘大眾運輸工具也可自花蓮火車站租借汽機車或腳踏車前往。

### 鐵路
臺灣鐵路公司
- 臺東線：吉安車站

### 客運
- 太魯閣客運
- 興東客運
- 統聯客運

### 市區公車
- 花蓮縣市區公車

### 公路
- 台9線（花東公路）
  - 台9丙線
- 台11線（花東海岸公路）
  - 台11丙線
- 縣道193號

## 旅遊

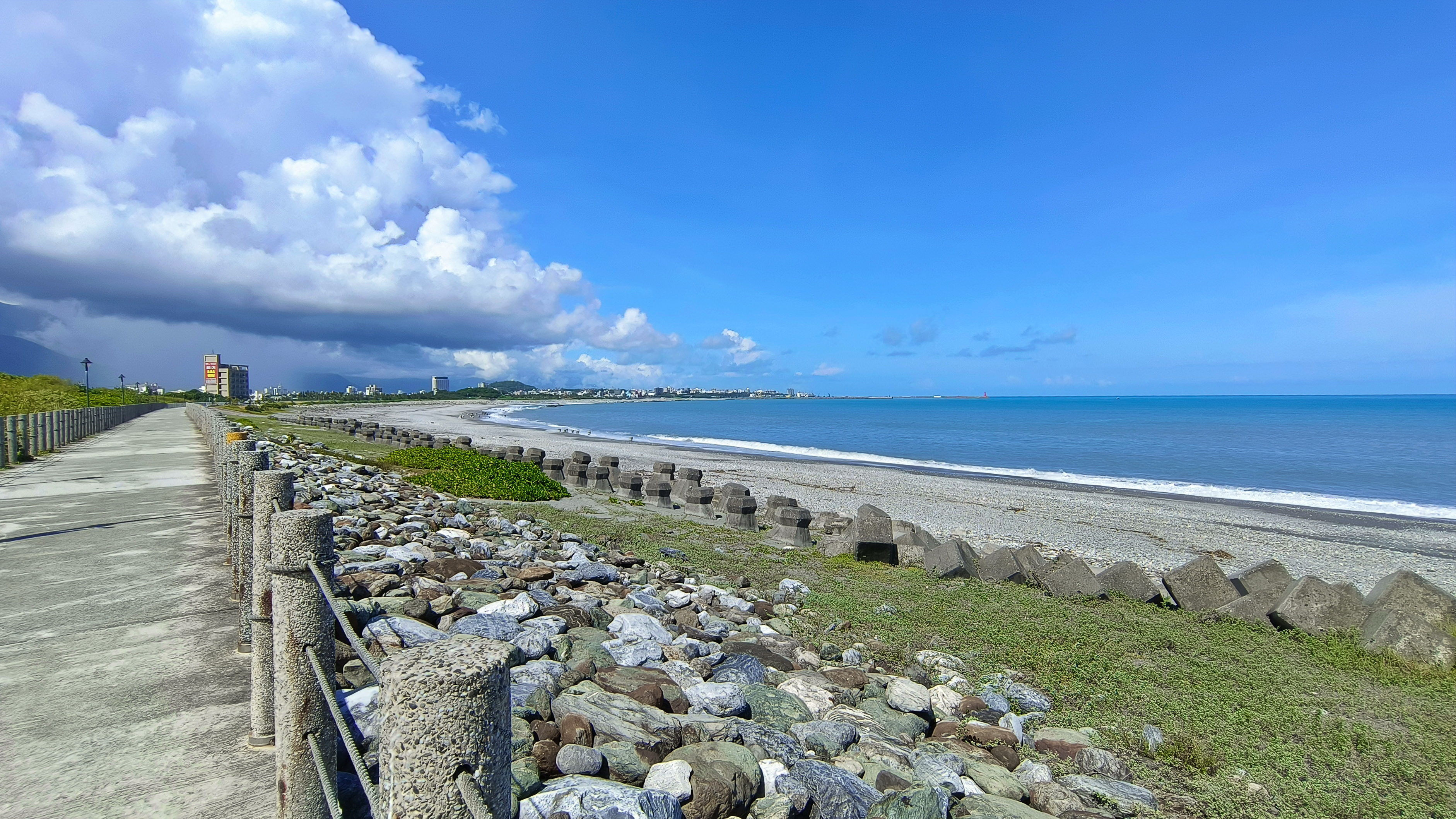
化仁海堤

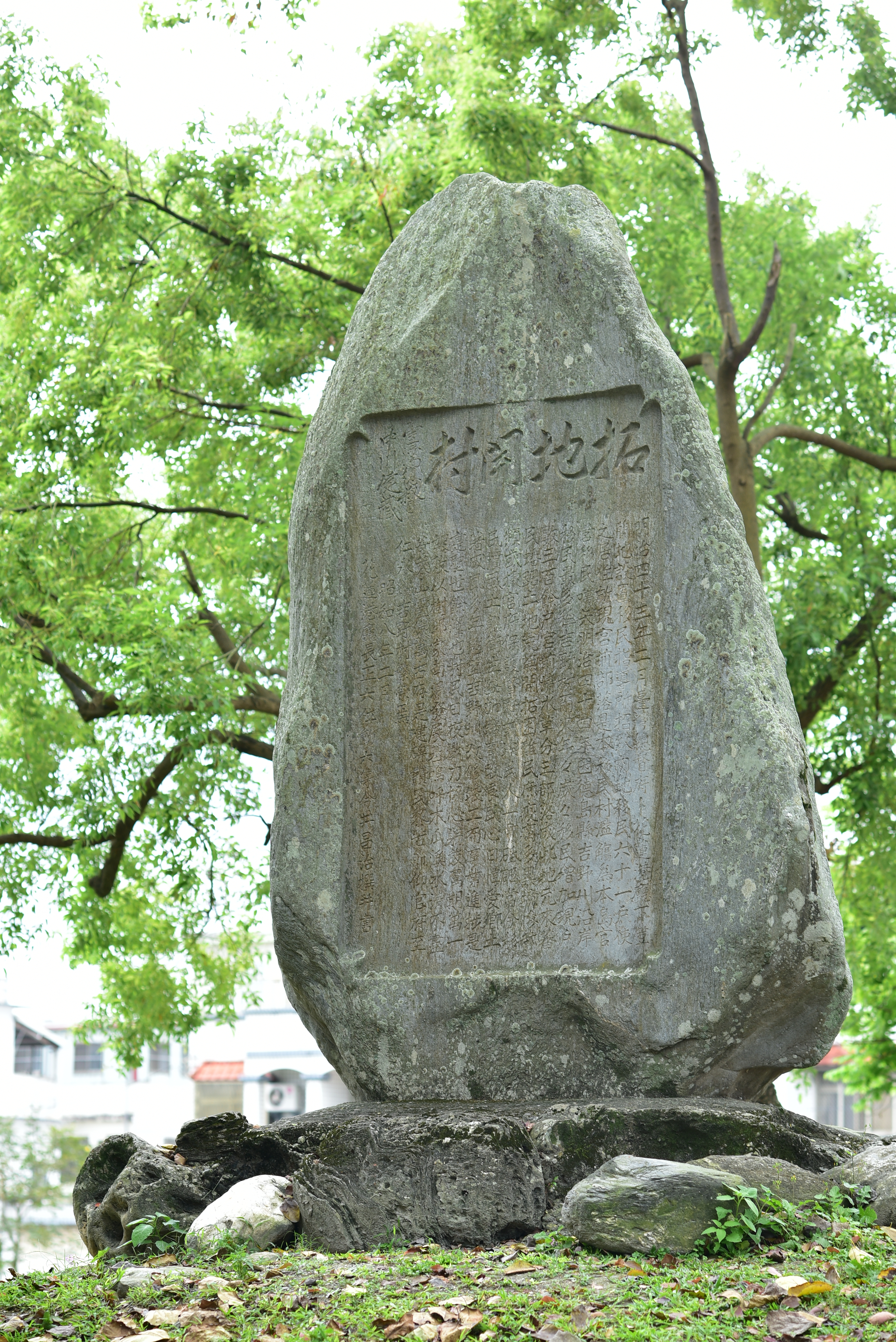
花蓮吉野開村記念碑

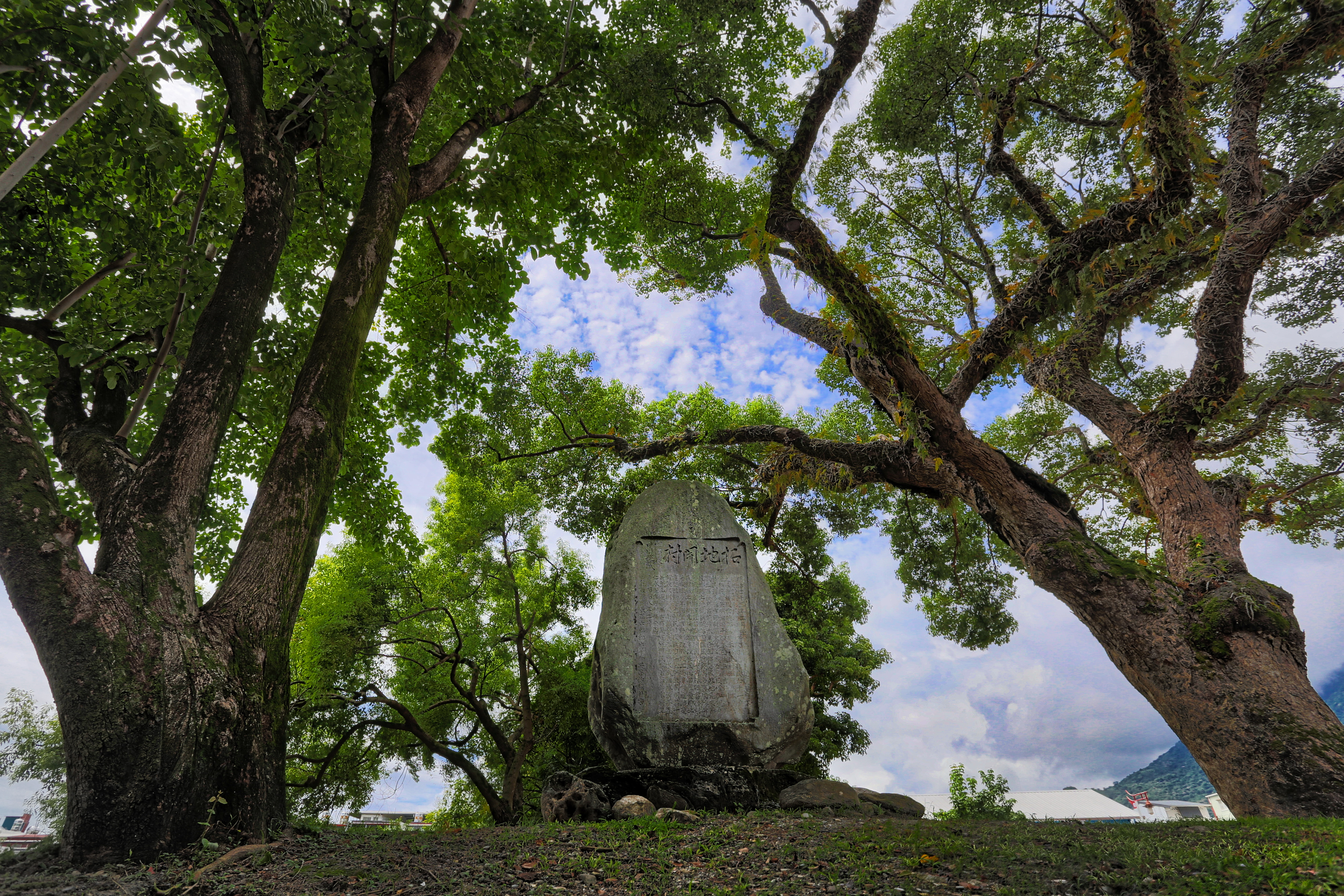
花蓮吉野開村記念碑

- 慶修院
- 阿美族文物館
- 吉安海濱公園、化仁海堤
- 洄瀾灣（花蓮溪出海口）
- 蓮城蓮花園
- 七腳川事件紀念碑
- 福園萬石雅堂
- 吉野拓地開村紀念碑
- 吉野神社鎮座紀念碑
- 橫斷道路開鑿紀念碑
- 台9線花東公路花海
- 初英親水生態公園
- 吉安圳水圳生態步道
- 干城綠色隧道
- 干城鐵道公園
- 花蓮菸葉廠
- 台開心農場
- 後山故事館
- 楓林步道
- 白雲步道
- 中園桐花步道
- 阿美族豐年祭
- 海祭廣場
- 花蓮勝安宮
- 慈惠堂總堂
- 知卡宣森林公園
- 南埔公園

### 新天堂樂園

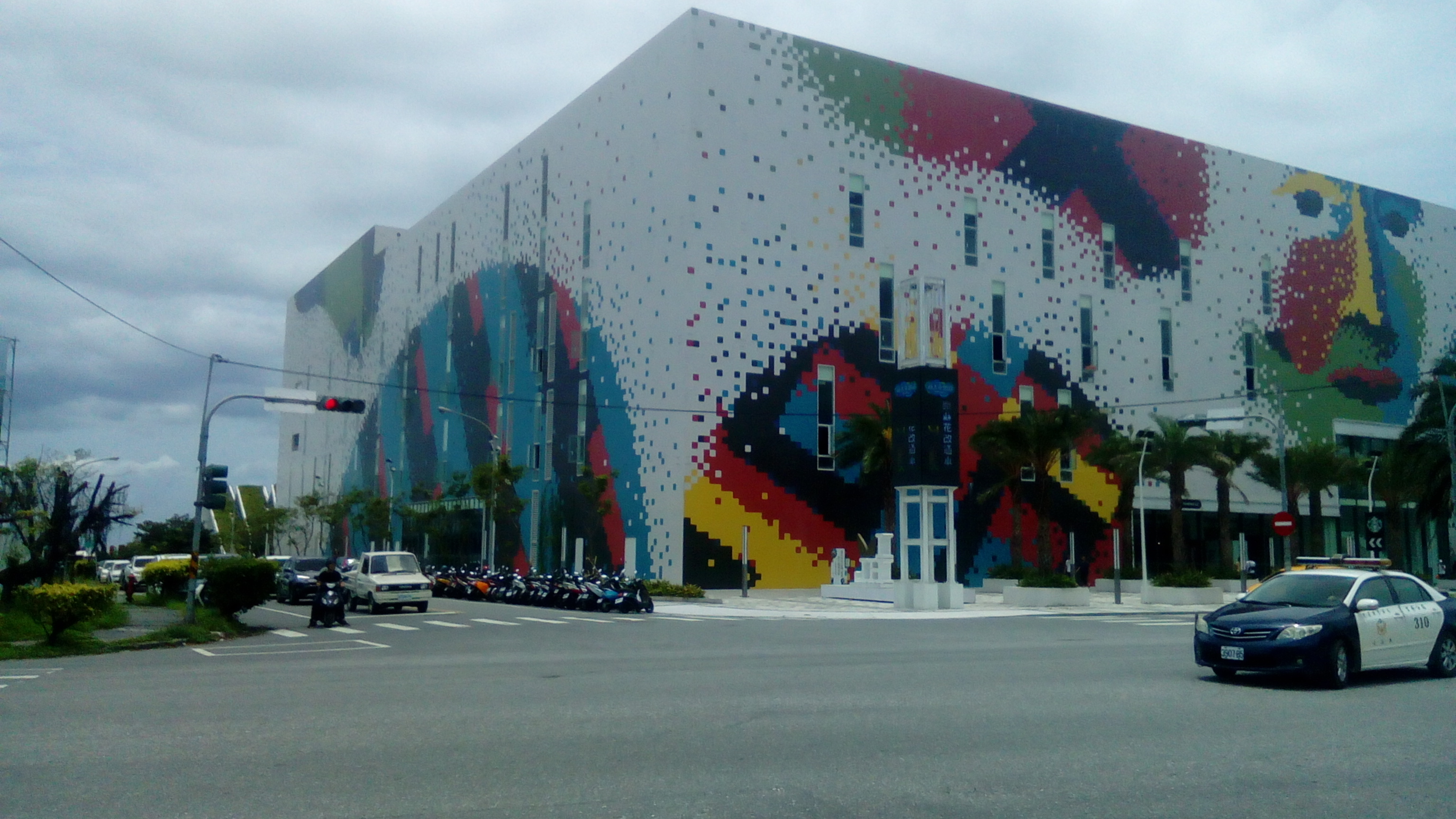
花蓮台開新天堂樂園

| 樓層 | 主題                                   | 店鋪                                                     |
| ---- | -------------------------------------- | -------------------------------------------------------- |
| 4F   | 娛樂天地                               | 威秀影城、15秒的奇幻之旅                                 |
| 3F   | 娛樂天地                               | 湯姆熊、電競體驗館、威秀影城售票處                       |
| 2F   | 娛樂天地、佳餚美饌                     | 跑跑卡丁車、一鍋小麻辣、青花滷、艋舺雞排、小南國、十二餃 |
| 1F   | 潮流文化、美饌小點、娛樂天地、戶外市集 | 天使之翼、湯姆熊小火車、陽光實驗室、泰享家ONE BOY        |
| B1F  | 娛樂天地                               | 小學堂飄移卡丁車                                         |

### 貨櫃星巴克
門市建築由知名日本設計師-隈研吾操刀設計。以航遍全球各大港口的29個貨櫃為主要建材，賦予他們新生，再結合力學基礎將貨櫃交疊而成倒金字塔型，兼具環保及實用性的特色建築物。貨櫃共有四層樓高，但門市只佔兩層，第三、四層只是建築裝飾用。

整體配置

洄瀾門市室內桌椅及吧檯主要以原木為主材料，座位的部分共分為約七至八區，二樓直向突出的貨櫃有大片落地窗，玻璃有隔絕UVA及UVB的效能，並增添浪漫雅緻的氣息。

裝飾

花蓮貨櫃屋星巴克以純白色貨櫃屋設計，內部設計上，設計師保持了貨櫃的原貌，部分牆面裝飾運用阿美族原住民的鮮明色彩點綴，融合了創新及多元性。

採光

洄瀾門市的室內空間利用經由堆疊而成的貨櫃間隙作為主要採光來源，如此一來，可大幅縮減紫外線的強度，並可節省下部分室內的電費。

### 旅遊人數統計
慶修院
| 年份   | 全年旅遊人數 | 平均每月旅遊人數 | 平增(減)率 |
| ------ | ------------ | ---------------- | ---------- |
| 2014年 | 371,909      | 30,992           | +21.72%    |
| 2015年 | 351,689      | 29,307           | -5.44%     |
| 2016年 | 266,019      | 22,168           | -24.36%    |
| 2017年 | 242,848      | 20,196           | -8.90%     |
| 2018年 | 202,238      | 16,853           | -16.55%    |
| 2019年 | 215,226      | 17,936           | +6.43%     |
| 2020年 | 337,964      | 28,164           | +57.03%    |

新天堂樂園
| 年份   | 全年旅遊人數 | 平均每月旅遊人數 | 平增(減)率       |
| ------ | ------------ | ---------------- | ---------------- |
| 2020年 | 3,069,781    | 255,815          | - - (首年不適用) |
| 2021年 |              |                  |                  |
| 2022年 |              |                  |                  |

## 旅館
- 秧悅美地渡假酒店
- 花蓮統茂渡假莊園
- 松石旅館
- 碧海藍天飯店
- 華登休閒飯店
- 歐遊國際連鎖精品旅館-花蓮館
- 美爽爽渡假汽車旅館
- 帝堡商務汽車旅館
- F HOTEL（吉安館）

## 特產
- 芋頭（檳榔心芋[19]）
- 玫瑰
- 蘭花
- 韭菜：全台最大產區[20]
- 甜椒
- 龍鬚菜：全台最大產區[21]
- 吉野米（吉安米）
- 芥菜

## 知名人物
- 黃學明：中華民國空軍少將，曾任空軍401聯隊長、國防部長高華柱辦公室總務管理組組長。
- 張建銘：前中華職棒義大犀牛隊外野手，2008年北京奧運棒球國手、2024年世界棒球12強賽中華代表隊外野教練兼跑壘教練。
- 林國裕：中華職棒Lamigo桃猿隊投手。
- 曾聖光：中華民國陸軍下士，第一位2022年俄罗斯入侵乌克兰戰爭陣亡於烏克蘭的中華民國志願兵。

## 城市遠景
- 洄瀾灣區(含洄瀾山居、初雲雙子星大樓、開心農場、日出教堂、觀日平台、新天堂樂園二期、洄瀾文化廣場、賽馬場、國際會議中心、華萊塢影視園區、重機騎士行旅、水岸景觀綠帶及南吉安高樓建設等細部計劃)[22][23]
- 吉安車站前商圈發展計畫
- 吉安車站升格二等站訴願白皮書
- 花蓮鐵路高架化工程計畫
  - 吉安車站高架化計畫[24]。
  - 花蓮-干城段鐵路高架化計畫[25]
- 舊市區再造方案
- 花蓮環線(花蓮客運，吉安市區第一條東西向橫貫客運路線)

## 外部連結
- 吉安鄉公所